# 3AM (Pull Up)
«3AM (Pull Up)» es una canción interpretada por la cantante británica Charli XCX, incluida en su mixtape Number 1 Angel (2017). La canción cuenta con la colaboración de la cantante y compositora danesa MØ. Ha recibido críticas positivas, siendo considerada por algunos críticos como uno de los puntos destacados del mixtape.

## Composición
«3AM (Pull Up)» ha sido descrita como una canción de synth-pop burbujeante, tropical house y dancehall. Según Pitchfork, el contenido lírico de la canción describe un arco emocional completo. Rolling Stone señaló que las letras describen «los avatares de una relación tan mala que es buena». El sencillo también muestra a XCX resistiéndose al chico al que continúa «regresando» y reflexionando sobre la sensación de ser una «llamada de bota».

## Lanzamiento
«3AM (Pull Up)» fue una de las tres canciones (las otras son «Lipgloss» y «Dreamer») que se compartieron antes del lanzamiento del mixtape Number 1 Angel.

## Recepción de la crítica
«3AM (Pull Up)» recibió críticas positivas de los expertos en música. Billboard calificó la canción como «un destacado del álbum», elogiando especialmente la participación de MØ en la canción. NME describió el tema como «enormemente divertido». Antes del lanzamiento de su álbum de 2022, Crash, Consequence of Sound clasificó la canción como la sexta mejor de Charli.

## Gráficos
Aunque no se lanzó como sencillo, alcanzó el puesto 9 en la lista de Heatseekers de Nueva Zelanda.
| Lista (2017)                   | Mejor posición |
| ------------------------------ | -------------- |
| New Zealand Heatseekers (RMNZ) | 9              |